# 아우구스트 마케
아우구스트 마케(독일어: August Macke, 1887년 12월 31일 ~ 1914년 12월 30일)는 독일의 표현주의 화가이다. 독일의 표현주의 단체 청기사파의 주도적인 일원들 중 한 명이었다. 그의 친구 프란츠 마르크와 마찬가지로 제1차 세계 대전 당시 사망한 젊은 독일의 예술가들 중 한 명이었다.